# Il nido di falasco
Il nido di falasco è un film del 1950 diretto da Guido Brignone, tratto dall'omonimo romanzo di Luigi Ugolini, pubblicato nel 1932.

## Trama
La giovane prostituta Viola, fuggita da Livorno in seguito all'arresto del suo amico, durante il viaggio in treno conosce l'agricoltore Damiano, che la porta con sé nel suo capanno in Maremma. I due iniziano una convivenza e si innamorano, ma i carabinieri riescono a rintracciare Viola e si presentano al capanno di Damiano con un mandato di comparizione. Damiano viene così a conoscenza dei trascorsi di Viola e la allontana da sé. Quando Viola, dopo poco tempo, lo informa di essere incinta, Damiano, che non ha mai smesso di amare la donna, decide di sposarla mettendosi contro anche ai suoi fratelli, e trasforma il capanno in una piccola villa dove i due sposi vivono col figlio, Michelino. Col passare del tempo però Viola non sopporta più la vita monotona della campagna maremmana e abbandona marito e figlio, tornando a fare la prostituta. Damiano cresce da solo il figlio, a cui racconta che la madre è morta; ma dopo qualche anno, Viola torna al villino per riprendersi Michelino. Damiano, dopo aver tentato invano di mandar via Viola, finisce per spararle quando lei cerca di andare dal figlio. Al momento del ricovero in ospedale, Viola protegge Damiano presentando l'accaduto come un tragico incidente. Colpito dal gesto della donna, che non ha mai smesso di amare, Damiano la riaccoglie in famiglia, riunendosi così a lei.

## Produzione
Il film rientra nel filone dei melodrammi sentimentali, comunemente detto strappalacrime, allora molto in voga tra il pubblico italiano, in seguito ribattezzato dalla critica con il termine neorealismo d'appendice.